# Acestrorhynchus abbreviatus
Acestrorhynchus abbreviatus — вид риб родини Acestrorhynchidae.  Його описав Едвард Дрінкер Коп у 1878 році, спочатку в якості члена роду Xiphorhamphus .  Мешкає в річках Амазонка і Мадейра . Ця риба досягає максимальної стандартної довжини 22 см. 